# Nicola Misasi
(Benedetto Croce)
Nicola Misasi (Paterno Calabro, 4 maggio 1850 – Roma, 23 novembre 1923) è stato uno scrittore e giornalista italiano.

## Biografia
Nacque a Paterno Calabro, piccolo centro alle porte di Cosenza, e qui trascorse gli anni dell'infanzia e della giovinezza. Suo padre, Francesco Saverio Misasi, era ispettore carcerario, mentre sua madre, Giuseppina De Angelis era casalinga. Sin da piccolo si mostrò curioso di apprendere ma particolarmente insofferente alla disciplina scolastica, tanto da essere espulso in seconda ginnasiale, dalle scuole pubbliche frequentate nella vicina Cosenza. Formatosi da autodidatta, si dedicò abbastanza precocemente all'attività letteraria, con pubblicazione di opere letterarie ispirate allo stile dei romanzieri francesi come Emile Zola e Honoré de Balzac e di scrittori locali come Vincenzo Padula. Nel 1874 sposò Concetta Galati, figlia di un noto avvocato di Monteleone (l'attuale Vibo Valentia). 
Nel 1880 si trasferì a Napoli, su invito del giornalista Michele Cafiero, all'epoca direttore del quotidiano Corriere del mattino. Proprio su quella testata pubblicò alcune novelle che lo portarono all'attenzione degli intellettuali partenopei. Ebbe così contatti con Matilde Serao, Edoardo Scarfoglio e Salvatore di Giacomo. Nel 1881 pubblicò la raccolta Racconti Calabresi, composta da novelle di ispirazione verghiana che conservano tuttavia, per la ricerca eccessiva di effetti patetici e di colore locale, i toni romantici della letteratura della prima metà dell'Ottocento.
Nel 1882 si recò a Roma, su invito dell'editore Angelo Sommaruga e collaborò alle riviste "Cronaca bizantina" e il Fanfulla della Domenica, entrando in contatto con Carducci, D'Annunzio, Fogazzaro, Capuana e Verga. L'anno successivo pubblicò la raccolta di novelle In Magna Sila, e il romanzo Marito e sacerdote.
Nel 1884, pur privo di titoli di studio, fu nominato «per chiara fama» professore di letteratura italiana presso il liceo G. Filangieri di Monteleone, la città natale di sua moglie (che sarebbe scomparsa due anni dopo, nel 1886) e iniziò la carriera di insegnante di lettere in licei della Calabria, dapprima a Monteleone, e dal 1892 a Cosenza, al Liceo classico Bernardino Telesio. Iniziò una imponente attività pubblicistica, pubblicando romanzi e racconti a puntate, resoconti di viaggi e studi di carattere socioeconomico e storico sulla Calabria. Dal 1915, poco tempo dopo l'inizio della Prima Guerra Mondiale, abbandonò l'insegnamento e si ritirò in un piccolo paese, San Fili. Nel 1922 si trasferì a Roma dai figli e nella capitale morì pochi mesi dopo, il 23 novembre 1923.
Nel 2018 a Paterno Calabro è stata inaugurata la biblioteca comunale a lui intitolata.

## Opere
- Notti stellate, Cosenza 1873.
- Il postiglione, Cosenza 1874.
- A re Vittorio, Cosenza 1878.
- Leggende e liriche, Cosenza 1879.
- Racconti calabresi, Napoli 1881.Devastatrice, Napoli, Detken & Rocholl, 1907 - - - (coll. Angelo Bastone)
- In magna Sila, Roma 1883.
- Marito e sacerdote, Roma 1883.

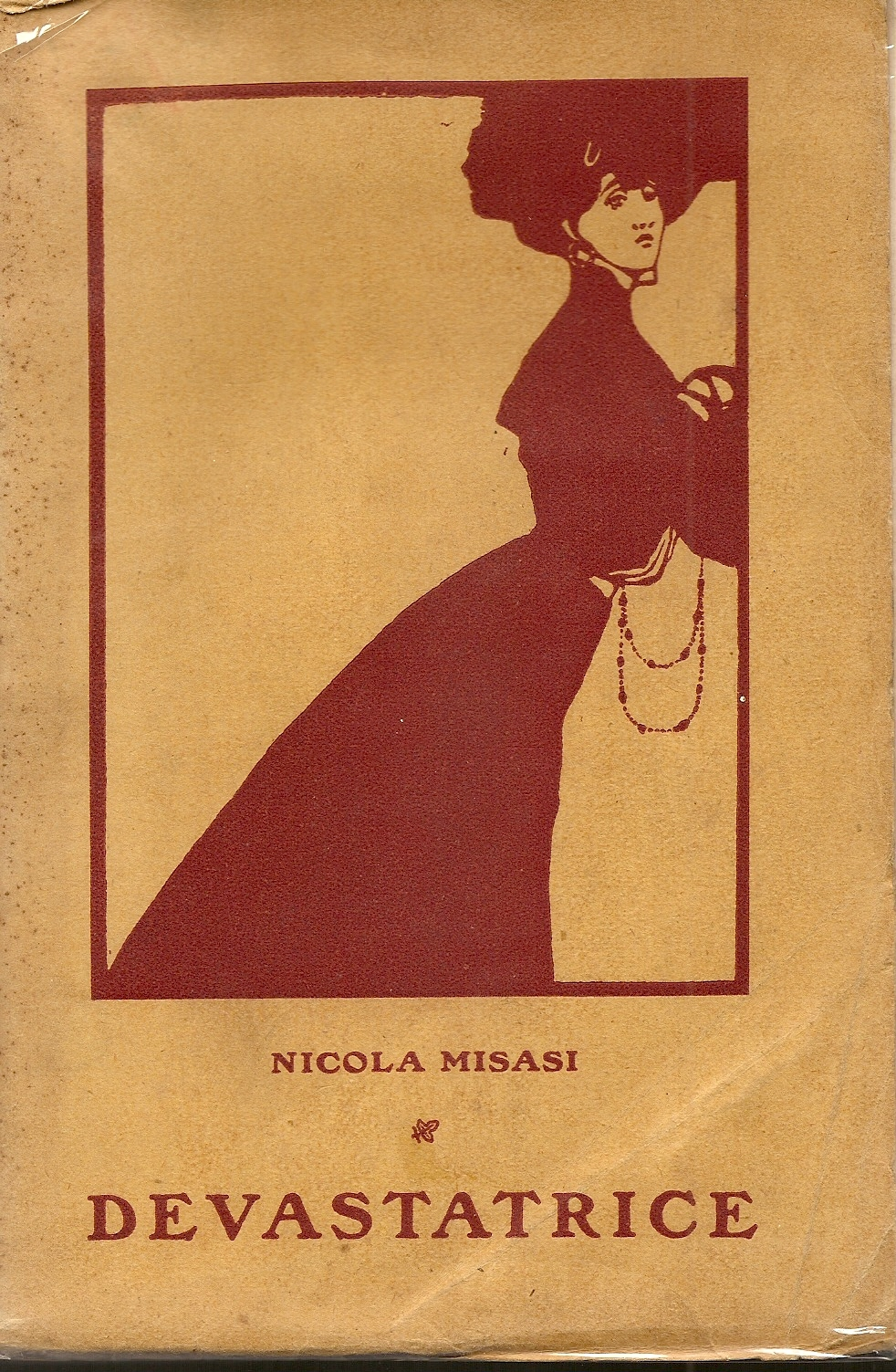
Devastatrice, Napoli, Detken & Rocholl, 1907 - - - (coll. Angelo Bastone)

- Commemorazione di Francesco Fiorentino, Monteleone 1885.
- Femminilità, Napoli 1887.
- Anima rerum, Cosenza 1889.
- Senza dimani, Napoli 1891.
- Frate Angelico, Napoli 1892.
- Fuga, Napoli 1892.
- La caccia al marito, Napoli 1892.
- Mastro Giorgio, Napoli 1892.
- O rapire o morire, Napoli 1892.
- Resurrezione, Milano 1892.
- Cronache del brigantaggio, Napoli 1893.
- Il castello di Corigliano, Napoli 1893.
- La poetica erotica di Vincenzo Padula, Cosenza 1893.
- L'assedio di Amantea, Napoli 1893.
- Storia d'amore, Napoli 1893.
- Sacrificio d'amore, Napoli 1894.
- In provincia, Napoli 1896.
- Carmela, Napoli 1899.
- Massoni e carbonari, Napoli 1899.
- Il gran bosco d'Italia, Palermo 1900.
- La badia di Montenegro, Napoli 1902.
- Il romanzo della rivoluzione, Napoli 1904.
- Il tenente Giorgio, Napoli 1904.
- Briganteide (2 voll.), Napoli 1906.
- Devastatrice, Napoli 1907.
- Capitan Riccardo, Milano 1911.
- S.M. la Regina, Milano 1911.
- Sola contro tutti, Milano 1911.
- Il dottor Andrea, Milano 1921. Recentemente ripubblicato, nel 2025, da Caravaggio Editore, a cura di Enrico De Luca e Chiara Rocca.

## Critica
Sebbene le opere di Misasi non rientrino a pieno titolo nella narrativa verista, Nicola Misasi è considerato il rappresentante verista della Calabria. Le sue storie, popolate da contadini, pastori e briganti calabresi e accomunati da un senso alquanto primitivo della giustizia e dell'onore, ottennero un giudizio positivo da Benedetto Croce e Francesco Flora, mentre a giudizio di Giulio Cattaneo, le trame macchinose e le forti accentuazioni nelle opere di Misasi spesso scadono nel convenzionale e non di rado generano monotonia.

## Cinema
Nel 1952 Raffaello Matarazzo portò sullo schermo un suo romanzo su sceneggiatura di Aldo De Benedetti, Il tenente Giorgio.